# Verwaltungsgemeinschaft Osterburg

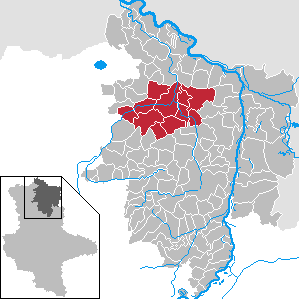
Ligging Verwaltungsgemeinschaft

In de voormalige Verwaltungsgemeinschaft Osterburg, gelegen in het district Stendal, werkten twaalf gemeenten gezamenlijk aan de afwikkeling van hun gemeentelijke taken. Op 1 januari 2009 werden de elf gemeenten samengevoegd tot één stad Osterburg (Altmark).

## Deelnemende gemeenten
- Ballerstedt
- Düsedau
- Erxleben
- Flessau
- Gladigau
- Hindenburg
- Königsmark
- Krevese
- Meseberg
- Osterburg (Altmark)
- Rossau
- Walsleben